# 相生山
相生山（あいおいやま）は、愛知県名古屋市天白区天白町大字野並にある鳴子丘陵先端にある標高60メートルの低山である。

## 概要
「相生」という名称は謡曲や古今集に出る『住の江の松は相生』などからとられたものとみられており、この地に松林が多かったと考えられる。また相生山西側の地名に菅田という場所があり菅が茂っていたということが想像される。
相生山は尾張丘陵の先端の天白川・扇川に挟まれた鳴子丘陵に位置する。鳴子丘陵は瀬戸層群矢田川累層と八事層・唐山層により構成されている。そして八事層・唐山層はカオリン鉱物のメタハロイサイトという粘土層で、全国的にも珍しい古赤黄色土で構成されている。そのため現在のように雑木林が茂る以前、かつての相生山は、風化により著しく赤褐色となった粘土層が西日により赤く映えていた。
3つの台地と2つの谷筋から成り立つ起伏に富んだ地形に広大な雑木林が広がり、良好な自然景観を残してる。谷と台地が入り組んでおり、高低差が約50mあるところもある。オアシスの森には、整備された散策コースが設置されている。南部は、古くからの姿を残し雑木林が多い。
山中には旧石器時代から現代に至るまでの、遺跡や歴史文化遺産が現存する。

## 沿革
- 1940年（昭和15年） 12月 - 防空法と連動し防空緑地として都市計画されるなどし、以降数度の都市計画を経て現在の形に至る。広さは123.7ヘクタールの面積になる。
- 1995年（平成7年） - オアシスの森づくり事業に着手。
- 1998年（平成10年）3月 - 相生山緑地オアシスの森が開園。
- 2000年（平成12年）9月 - 東海豪雨の影響でがけ崩れが2件発生[8]。
- 2014年（平成26年） - 河村たかし（名古屋市長）が「弥富相生山線の道路事業廃止と公園化」を表明。
- 2015年（平成27年） - 前年の表明を受け『世界のAIOIYAMA』プロジェクト検討会議を設置。

## 生息動植物
様々な動植物が生息している。
動物はタヌキ、キジ、野鳥などが観察できる。2001年（平成13年）頃までは準絶滅危惧種のオオタカの営巣も見られた。
昆虫はカブトムシ、クワガタムシ、ホタルなどが観察できる。とりわけヒメボタルの生息地として初夏には多く人が訪れる。またホタルのエサとなる準絶滅危惧種指定のウメムラシタラガイも生息している。
植物は、梅、山桜、コナラ、クヌギ、スギ、ヒノキ、竹、紅葉、ヤマツツジ、コクラン、ドクダミなどが自生している。

## 山中の施設等
- 相生山神社
- 相生山観音
- 相生山どんぐり広場
- 相生山緑地多目的広場（通称：ジャンプ場）
- 千秋家の墓
- 徳林寺
- 彗光院
- 葉書塔
- 梅野公園
- 相生山根学童保育の会
- 天白ゴルフセンター

## 付近の河川や池

### 河川
- 天白川
- 藤川
- 郷下川
- 地蔵川

### 池
- 鳴子池
- 双子池
- 戸笠池
- 螺貝池

## 白竜ヶ池

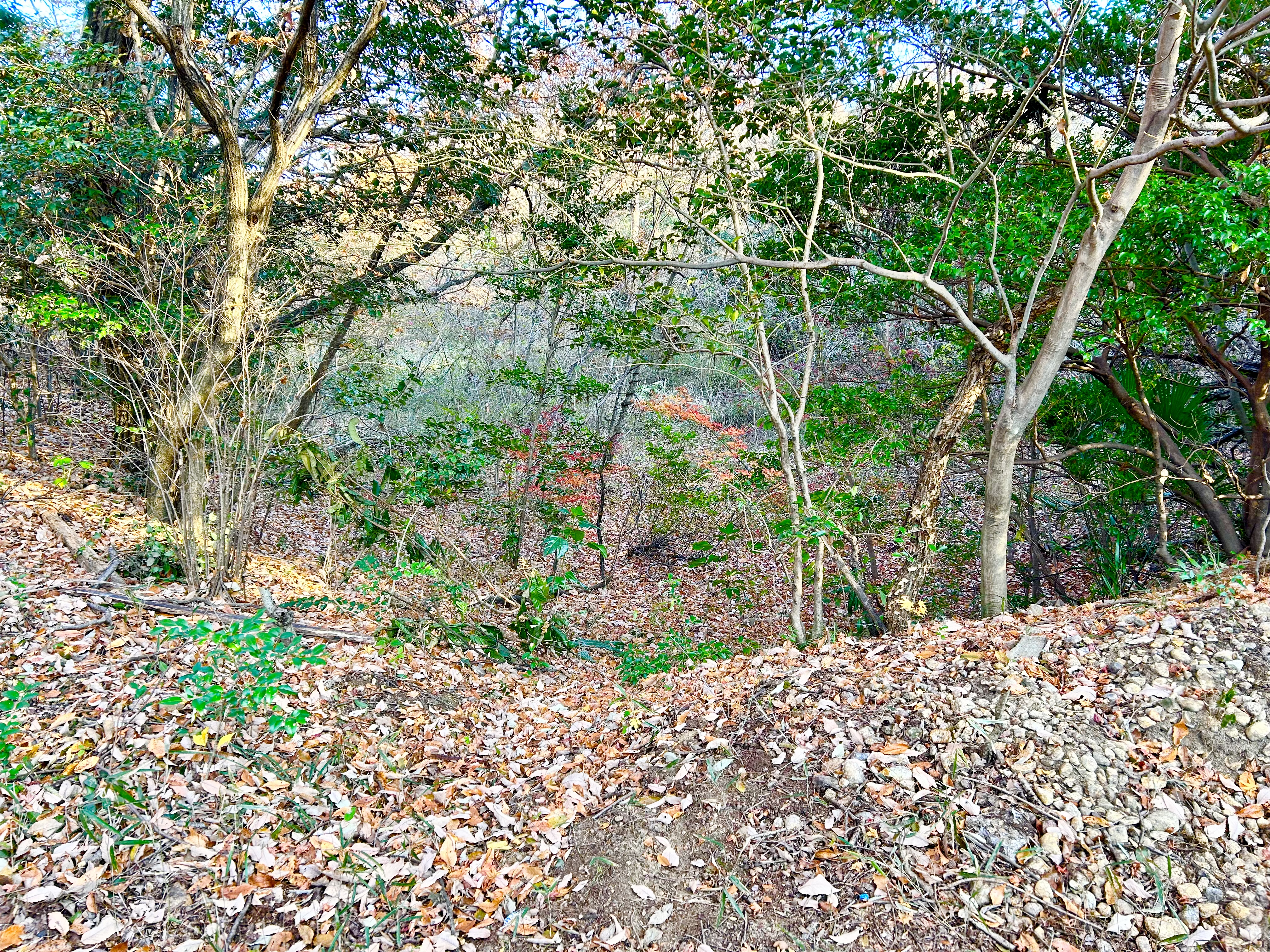
白竜ヶ池の跡地

1980年代初頭までは、白竜ヶ池という池が相生山の南部（大字野並相生）に存在した。現在は窪地のみ確認でき、水は枯れてしまっており雑木林になっている。

## 爆弾穴
第二次世界大戦中に米軍のB-29が落とした爆弾の穴が9ヶ所残っている。雑木林の中にすり鉢状の穴があり、「天白村誌」にも記載が残る。

### 天白村誌
「1944年（昭和19年）12月13日、名古屋市東区大曽根三菱発動機工場への空襲の際、B29の機影をみてより、大字野並字境根から戸笠池や鳴海町地内に亘り、千数百発の油脂焼夷弾の落下により、稲架の稲藁の多量を焼失、又山火事を起こした」
「1945年（昭和20年）6月26日、名古屋市熱田船方の愛知時計電機会社爆撃の日、大型爆弾数十発落下により半壊住家三、爆死小児一の被害があった」
と、空襲状況が記されている。

## 葉書塔

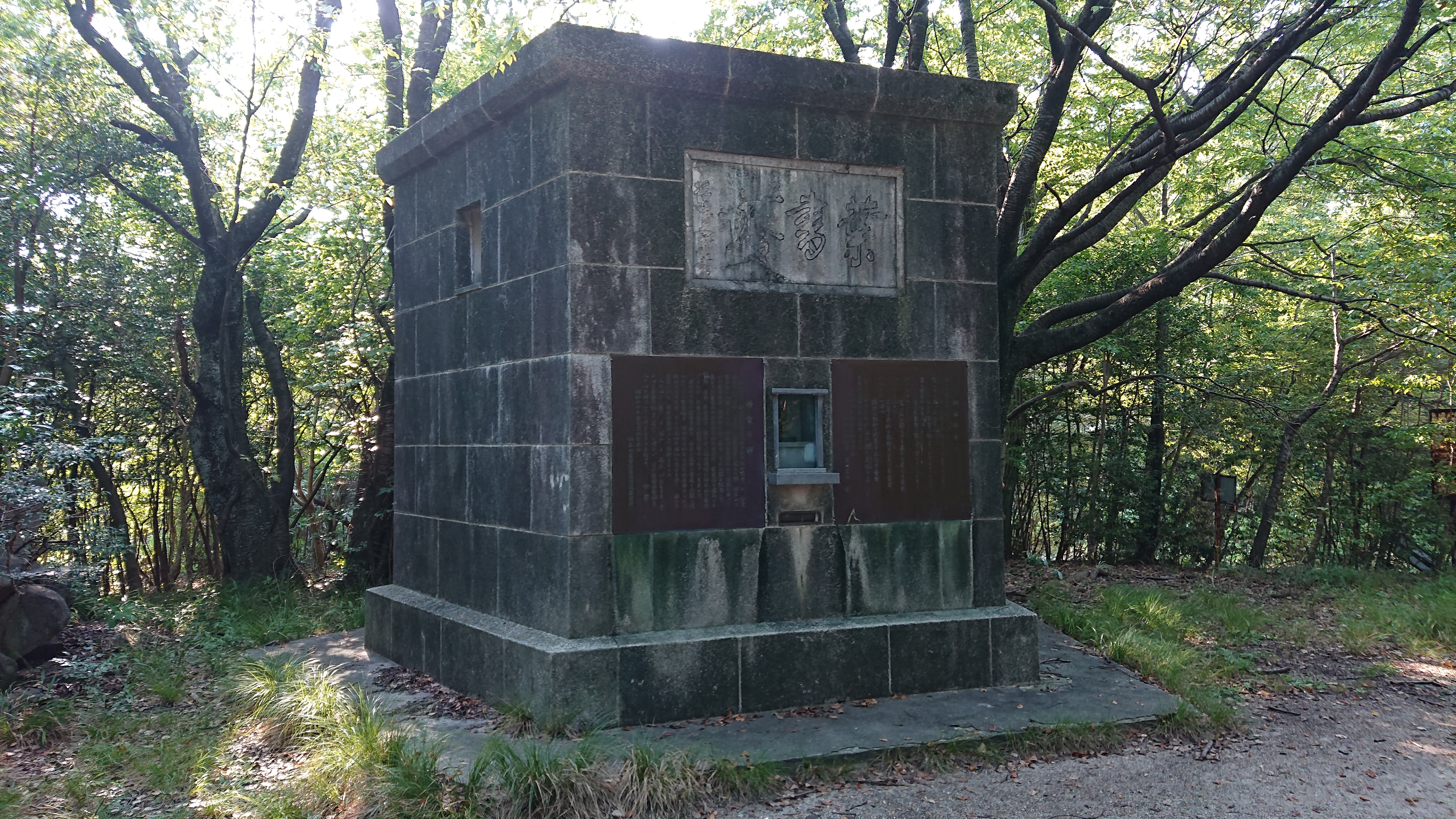
葉書塔

相生山の南東の「もみじ谷」や「徳林寺」のすぐ近くに、葉書が多数収められた記念塔がある。
- 1927年（昭和2年）8月 - 新愛知新聞社（現在の中日新聞社）が、愛知県下の「新十名所」を葉書により募集。相生山も応募し、投票数850万7608通で見事5位に選ばれた。
- 1928年（昭和3年）- その記念と観光地になるようにと高岡徹宗により1928年（昭和3年）に葉書塔が設立された[16]。
- 1987年（昭和62年）- 相生山の象徴ともなった葉書塔だったが、戦争など時とともに忘れ去られ風化していたのを、相生山保存会が町内会・郵政関係者など多くの団体や個人の協力を得て修復し、修復の際に全面に仏像が収められ、毎年徳林寺にて法要が行われている。

葉書塔の横の石碑には、葉書に記入された候補地は300箇所以上にのぼり、葉書の投票総数は2000万通以上とあるため、大変注目された新十名所を選出するイベントだったことがうかがい知れる。

## 弥富相生山線問題

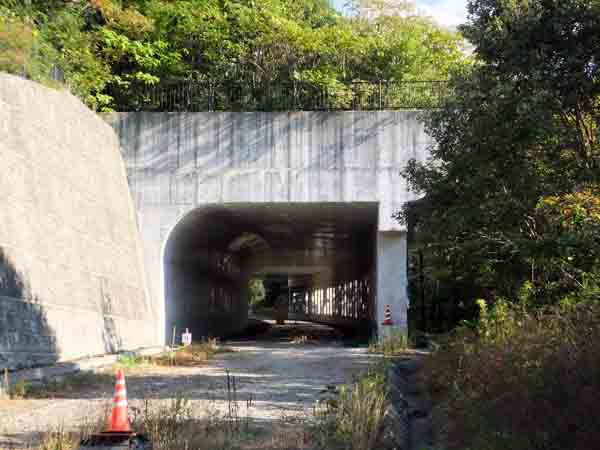
建設途中で廃止となった弥富相生山線
2012年（平成24年）10月

- 1957年（昭和32年） - 相生山の中心付近を南北に山を分断し、東西に都市計画道路を渡す計画が起こった。
- 1993年（平成5年） - 都市計画事業認可を受け事業着手。
- 2004年（平成16年） - 近隣住民の反対の声や専門家のアドバイスなどにより、環境に配慮するという形で計画変更を若干したものの、工事は進められた。総工費は36億円。
- 2009年（平成21年） - 名古屋市長による対話集会を行う。この段階で工事は全体の8割にあたる700mまで進んでいた。
- 2010年（平成22年） - 工事が中断された。
- 2014年（平成26年） - 完成予定の年だったが、弥富相生山線の道路事業は廃止し、自然環境保護のため公園として整備することが決定。すでに造ってしまった高架部分に関してはアメリカのニューヨークの実例を参考に空中公園にするなどの案も出されている。しかし、道路工事の大部分が完了しているため、相生山の環境への影響や、今後の用途、巨額の税金投入してまでの工事を途中で中断し廃止にするなどのことに対して、議論は今もなお続く[17][18][19]。

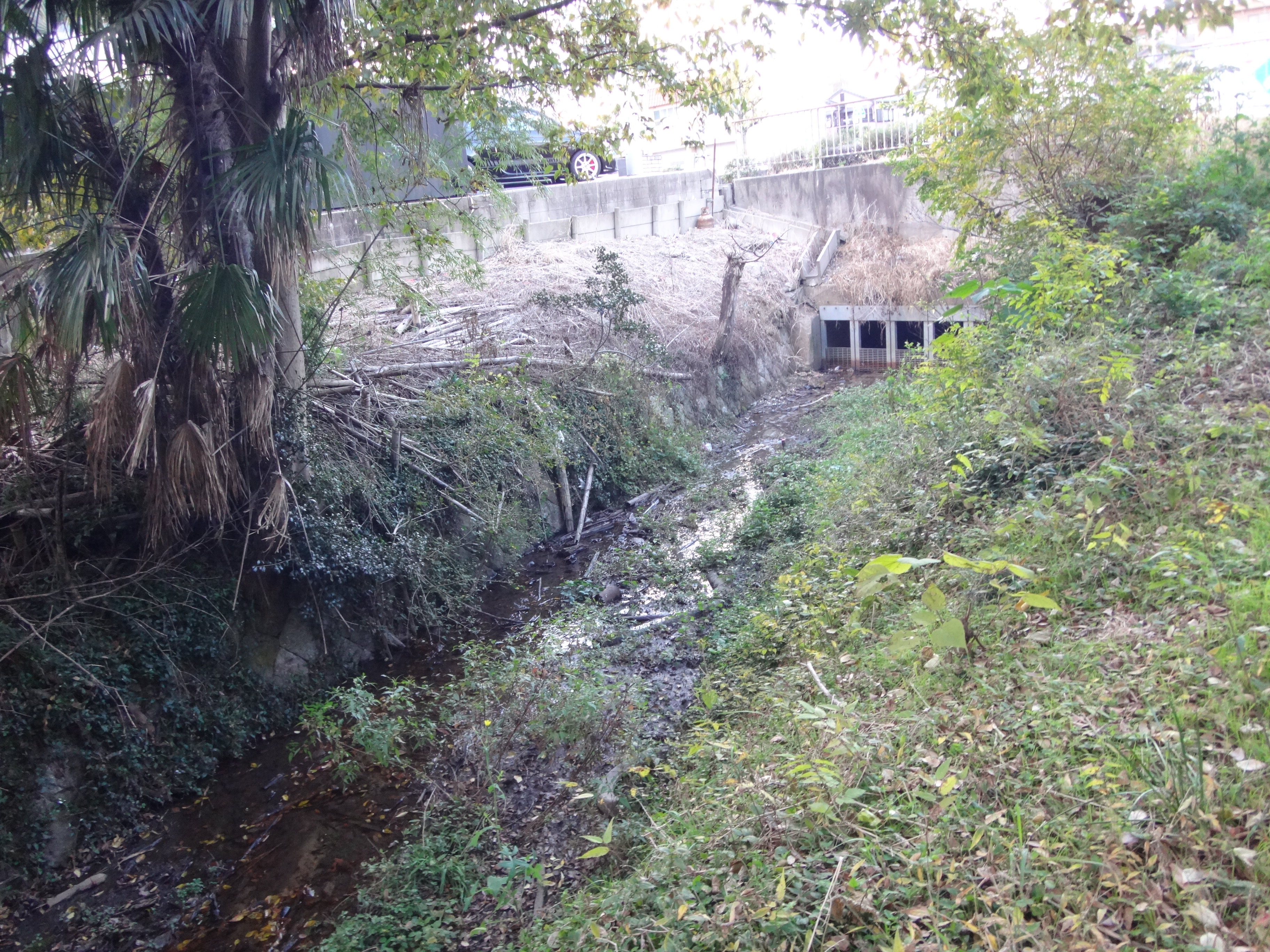
笹原排水路に注ぐ小川。水の湧出する水源地は道路の未成区間にある。 （2023年（令和5年）12月）
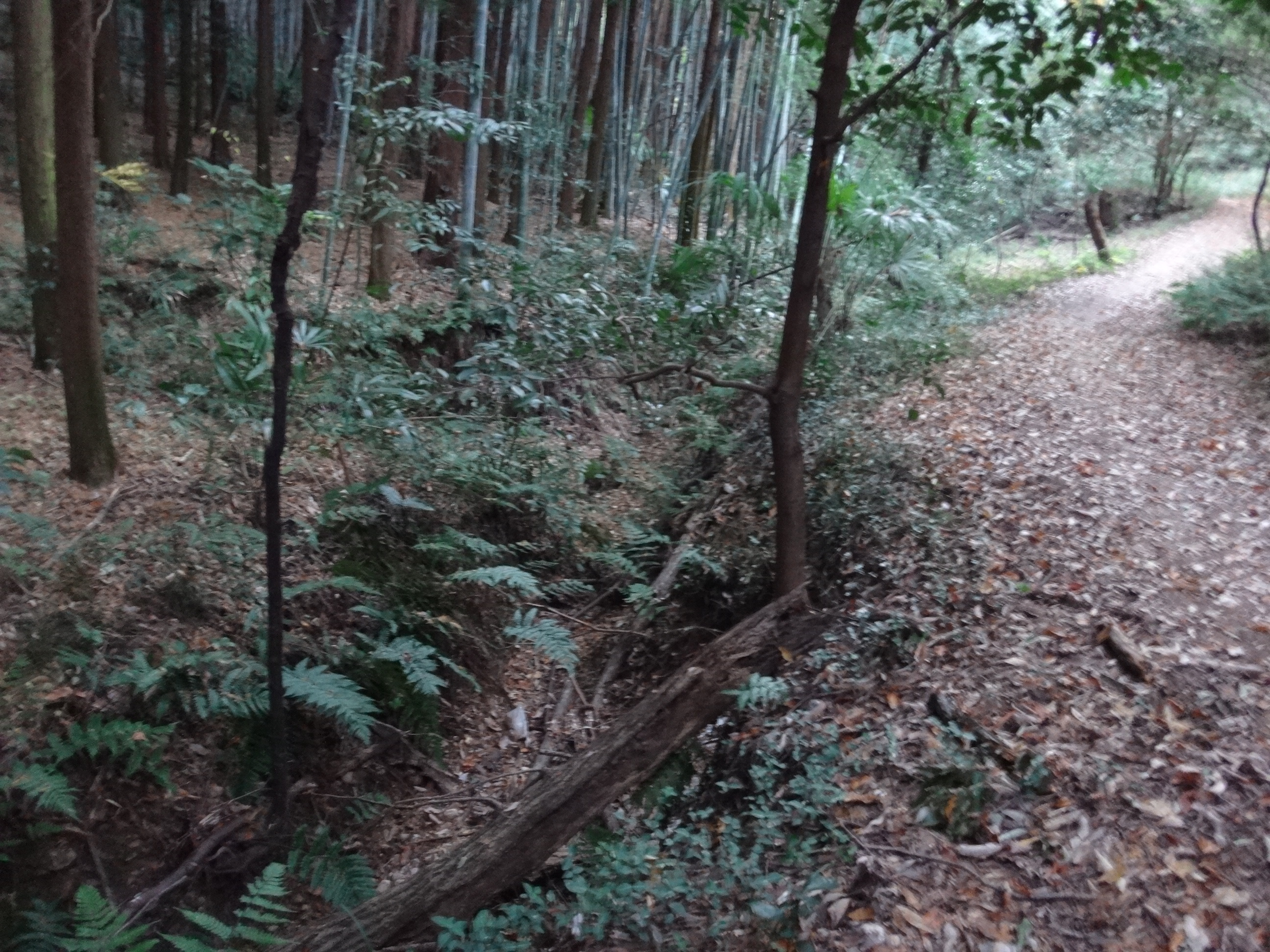
道路の未成区間の様子。川筋は湿地になっている。 （2023年（令和5年）12月）

## その他
- 相生山緑地「オアシスの森」で1999年（平成11年）度手づくり郷土賞[20]。
- 粘土層で構成されている相生山は、古来より焼き物に適していたため窯跡が多くあった。
- 明治の頃、相生山周辺は『文化村』として分譲が行われた[21]。

## 交通アクセス

### 鉄道
名古屋市営地下鉄
-  桜通線 野並駅、2番出口より徒歩で約10分。
-  桜通線 鳴子北駅、2番出口より徒歩で約1分。
-  桜通線 相生山駅、1番出口より徒歩で約3分。

### 路線バス
名古屋市営バス
- 野並二丁目 停留所（徒歩5分）
- 北沢 停留所（徒歩1分）
- 笹原 停留所（徒歩1分）
- 地下鉄鳴子北 停留所（徒歩1分）
- 相川一丁目 停留所（徒歩1分）
- 相生山住宅 停留所（徒歩3分）
- 境根 停留所（徒歩5分）
- 山根町 停留所（徒歩5分）
- 天白町菅田 停留所（徒歩3分）

### 道路
- 東海通（名古屋市道東海橋線）[22]
- 愛知県道59号名古屋中環状線[22]
- 鳴海街道

## ギャラリー

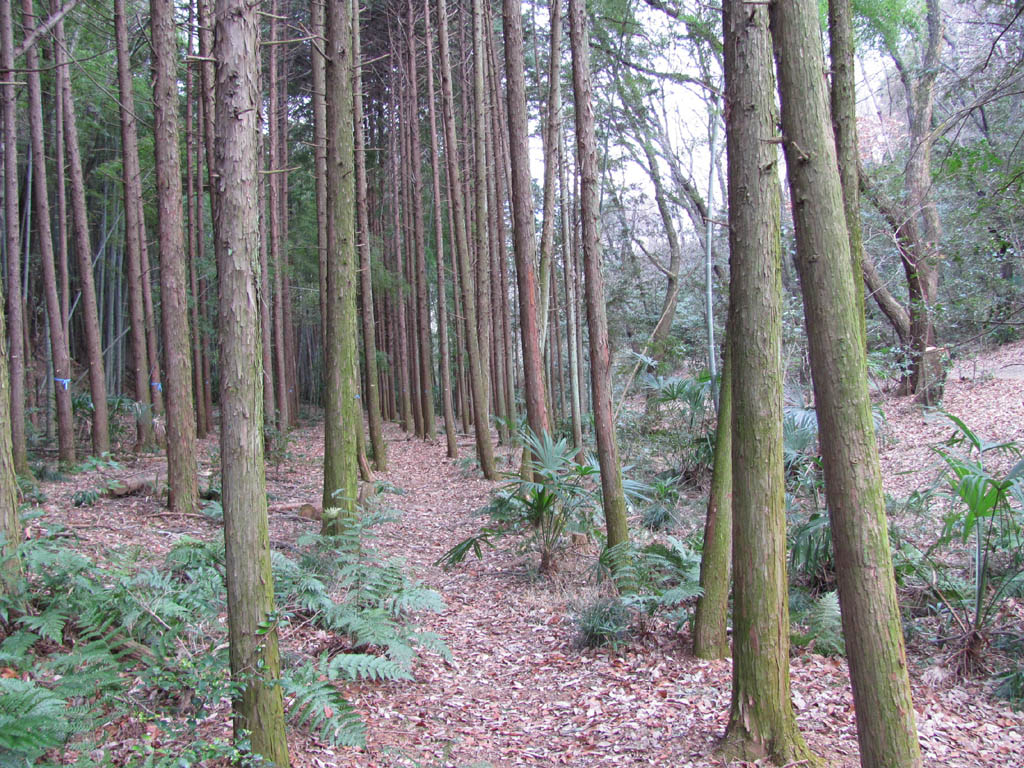
雑木林 （2016年（平成28年）1月）
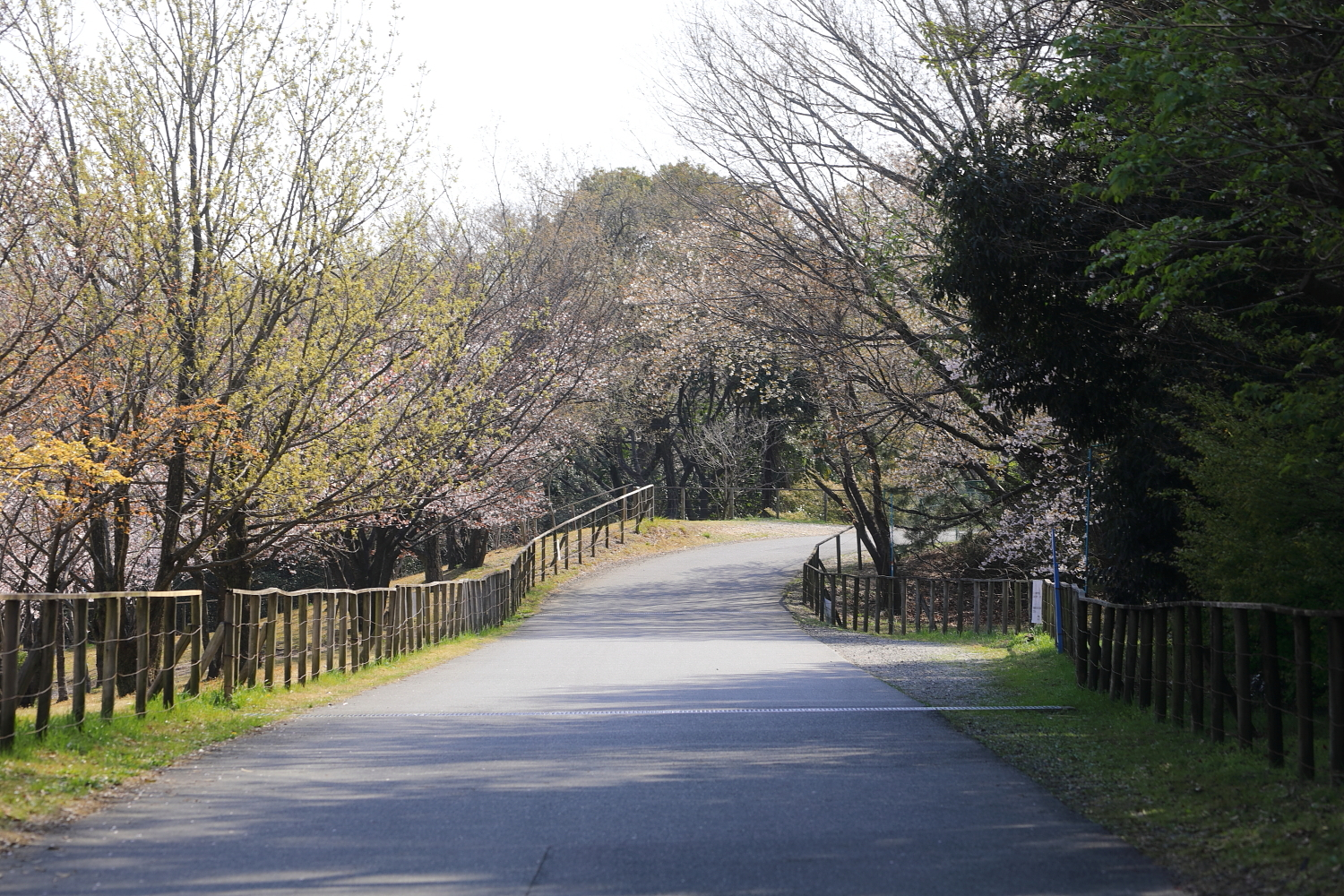
相生山緑地園路 （2021年（令和3年）3月）
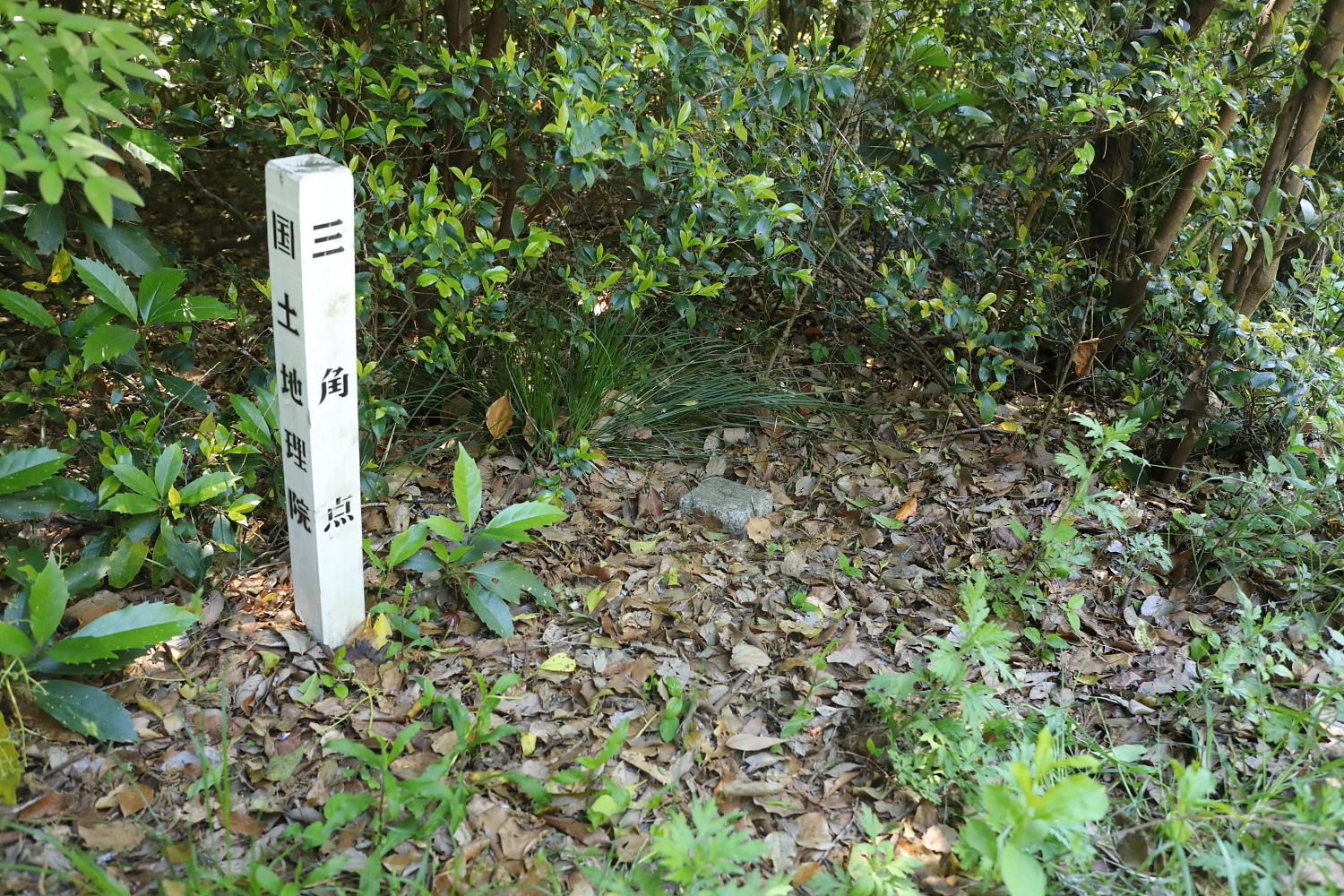
四等三角点「相生山」 （2021年（令和3年）4月）
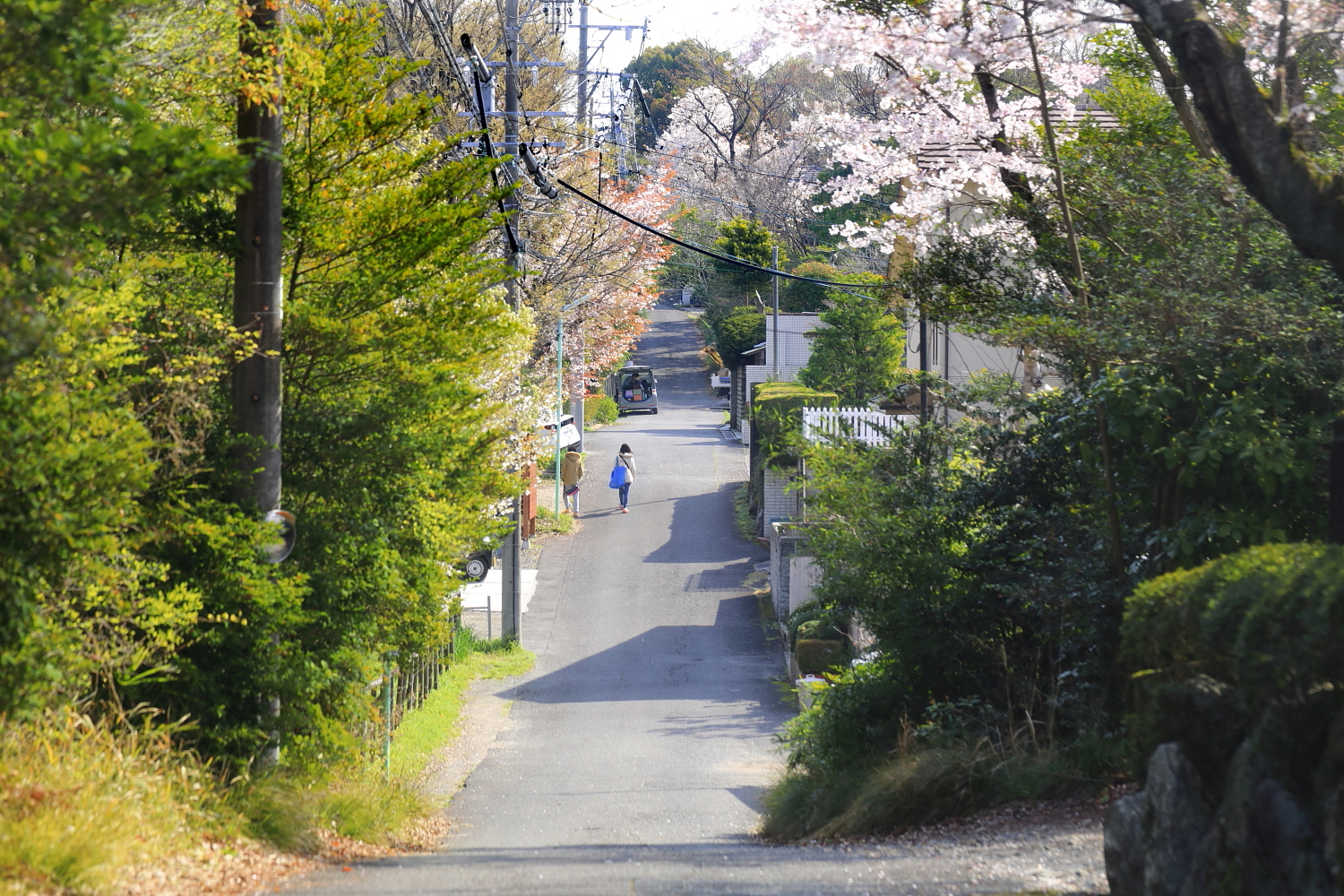
「相生ゆずり道」 （2021年（令和3年）3月）
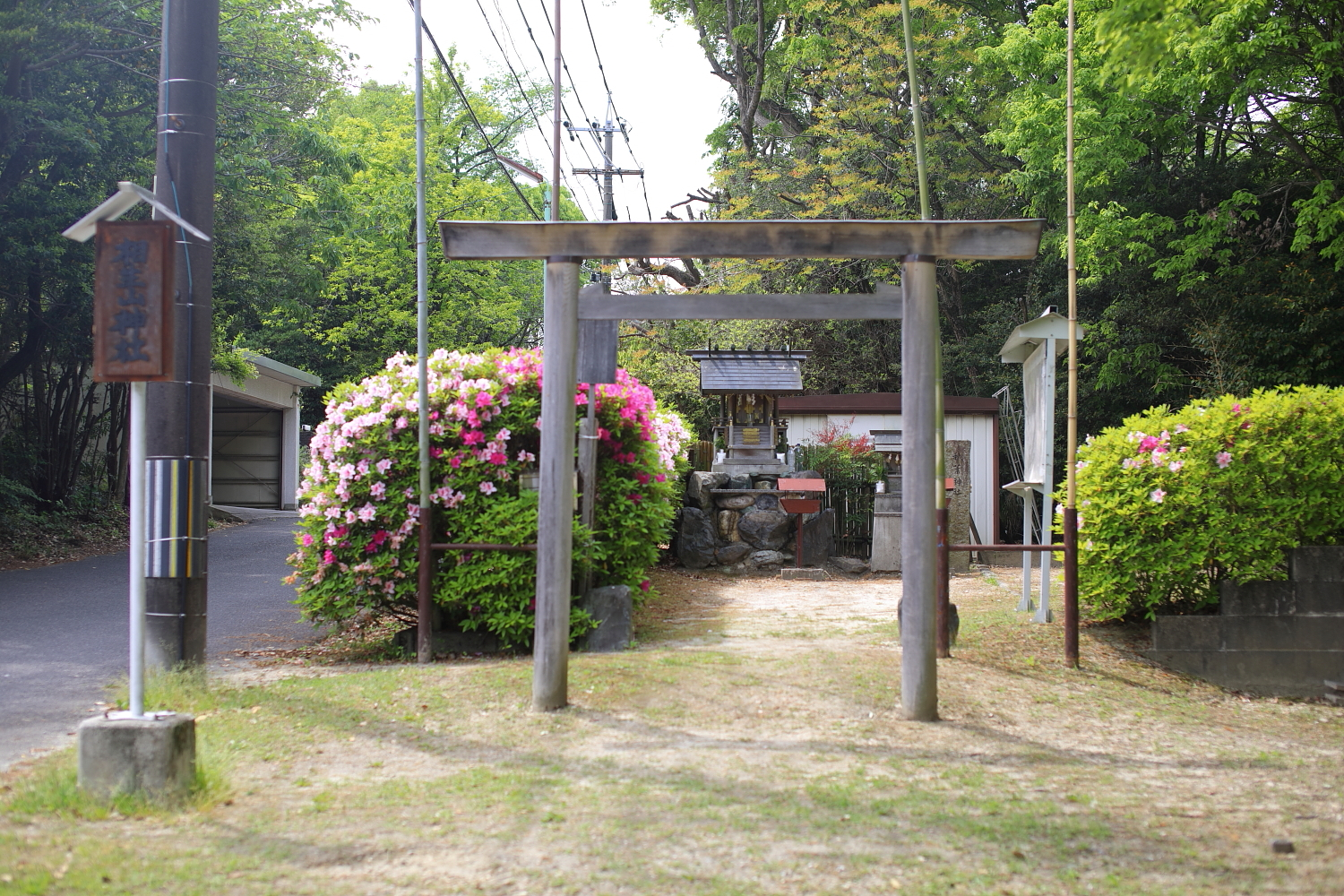
相生山神社 （2021年（令和3年）4月）
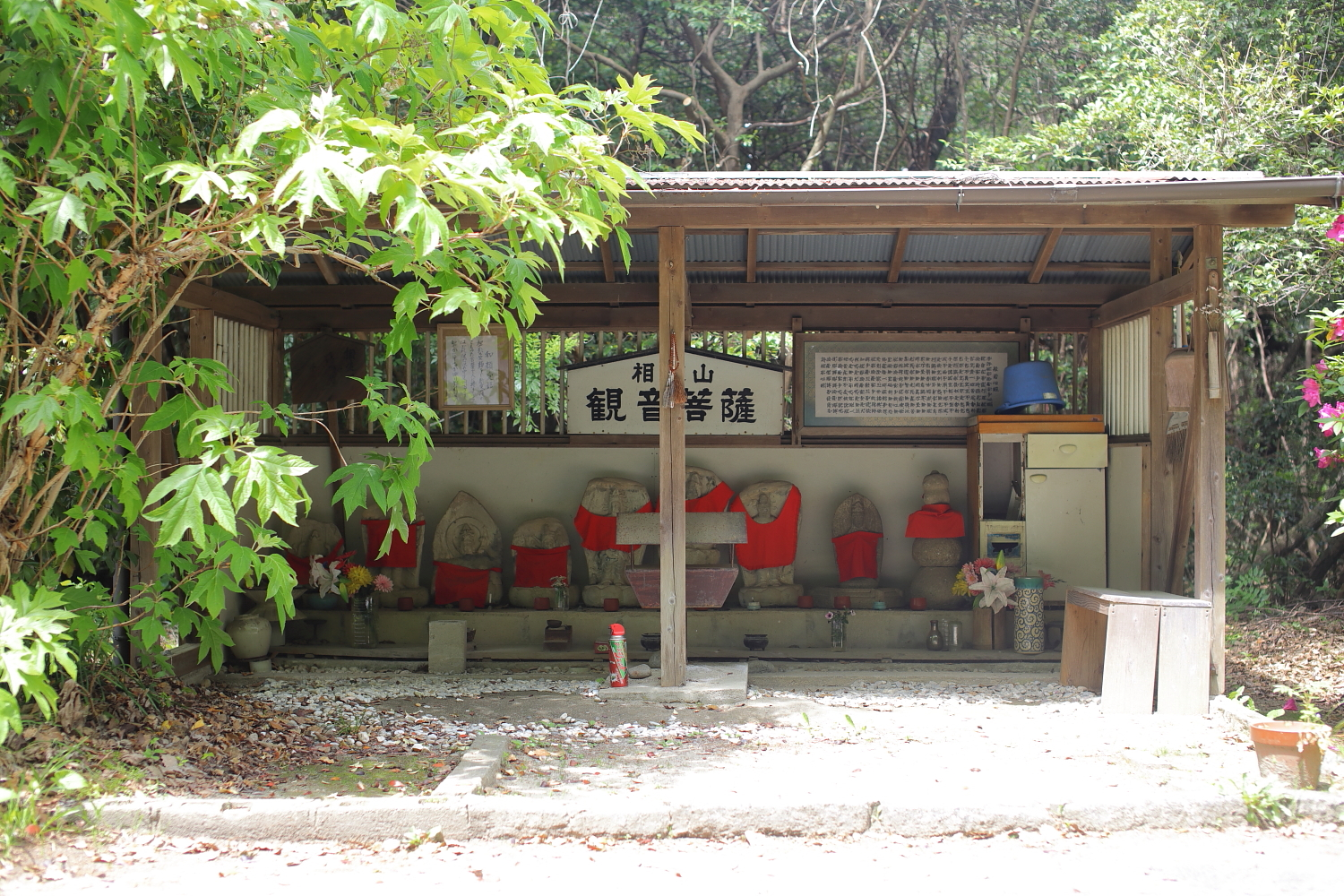
相生山観音 （2021年（令和3年）4月）
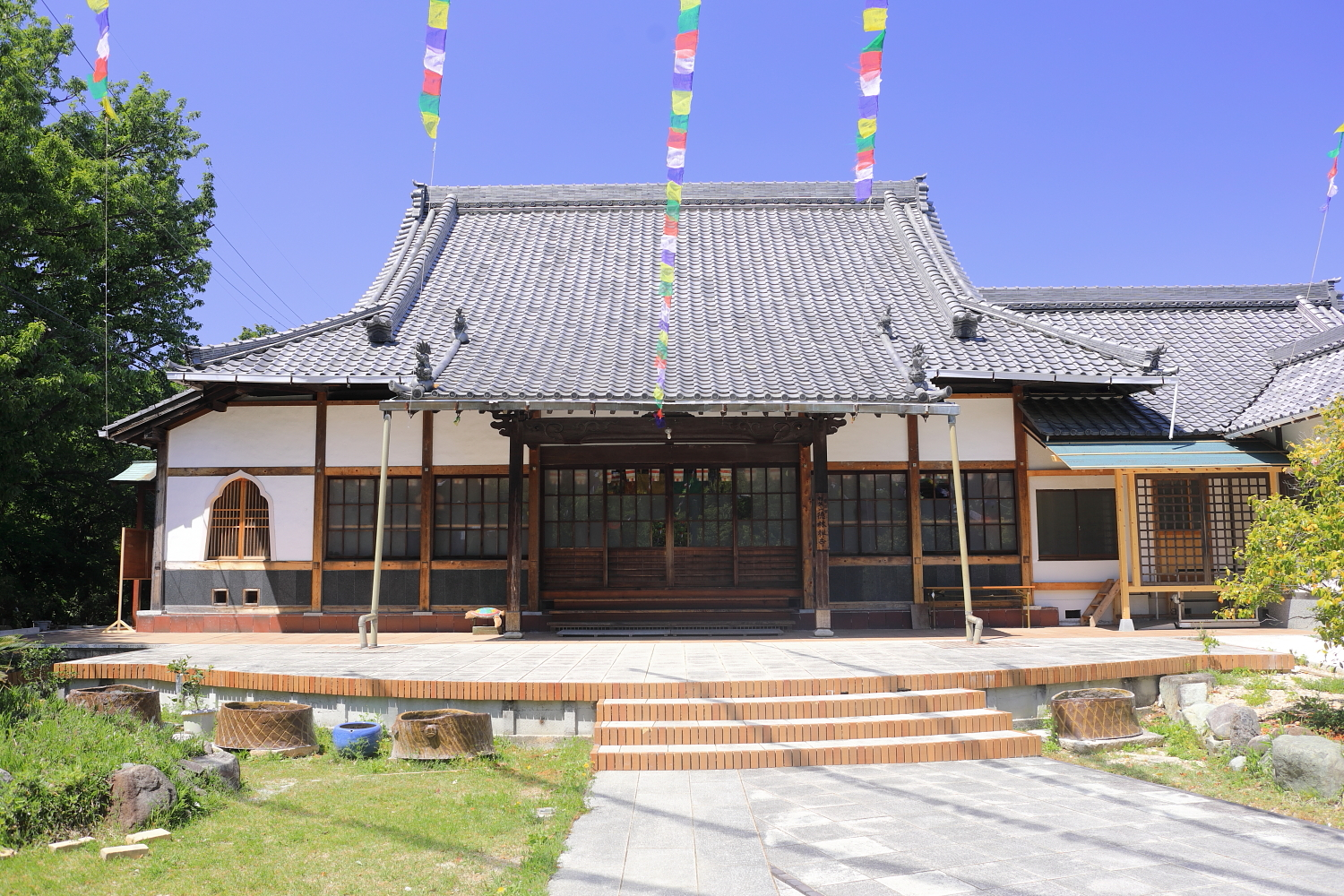
徳林寺本堂 （2021年（令和3年）4月）
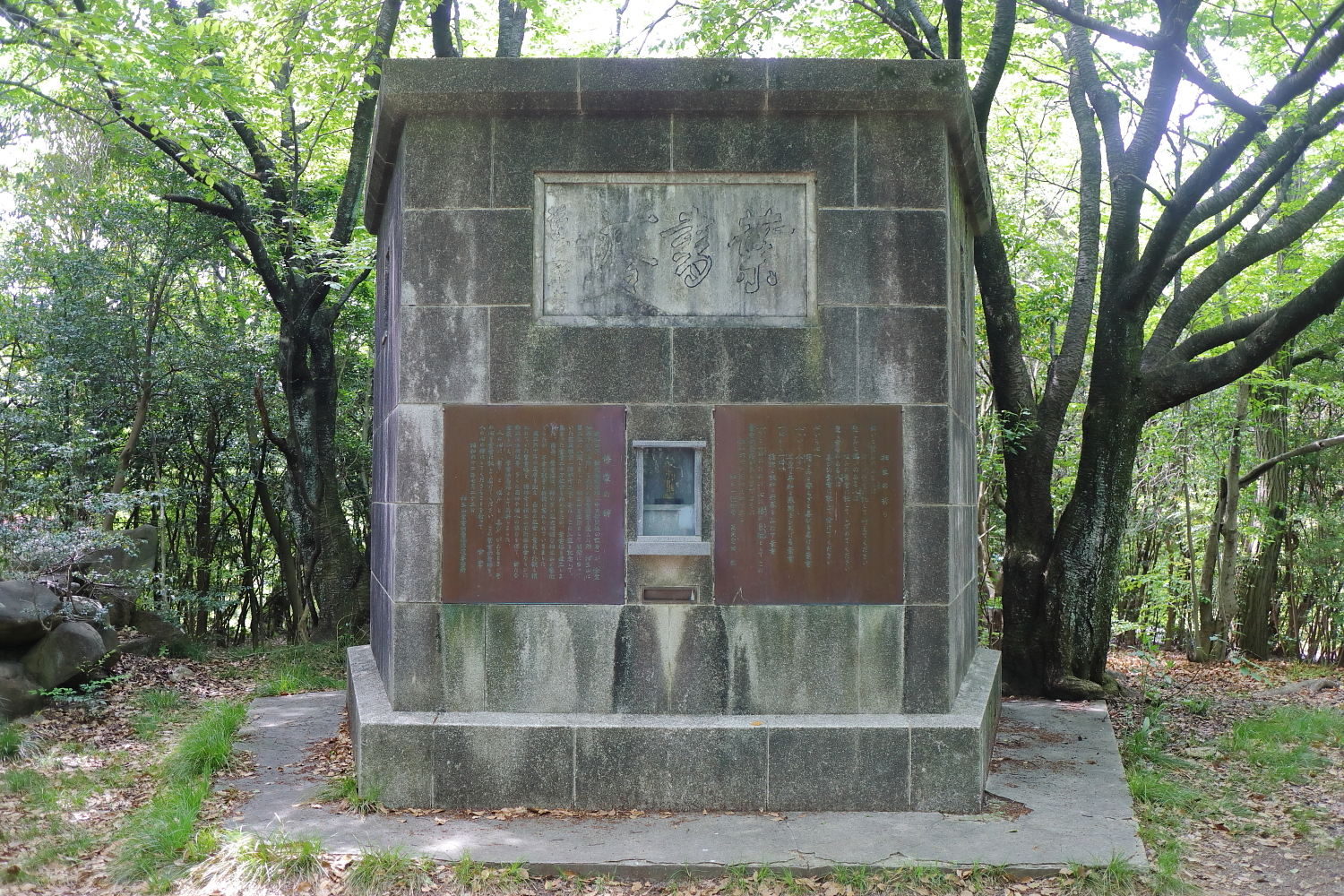
葉書塔 （2021年（令和3年）4月）
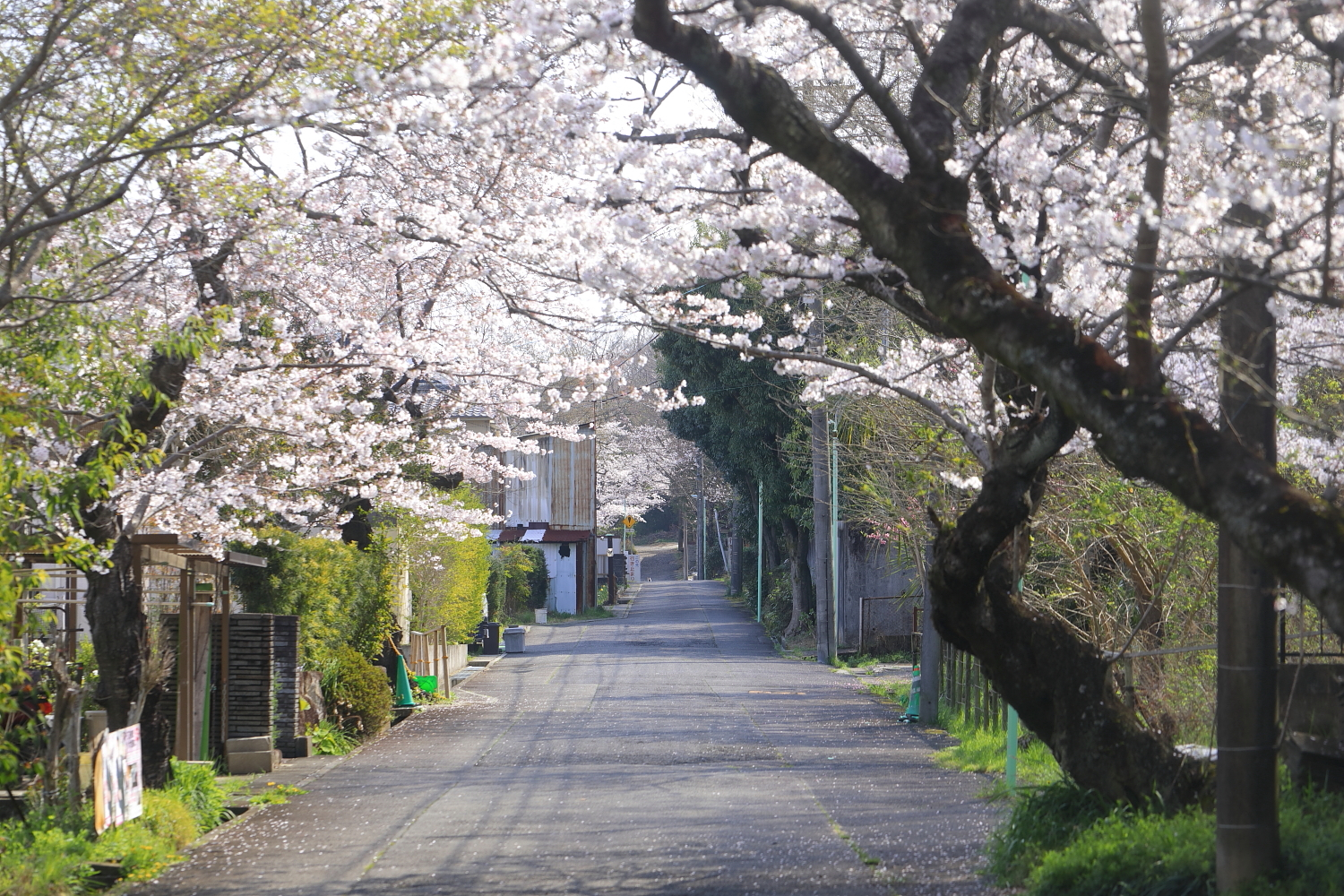
「桜並木通」の桜並木 （2021年（令和3年）3月）
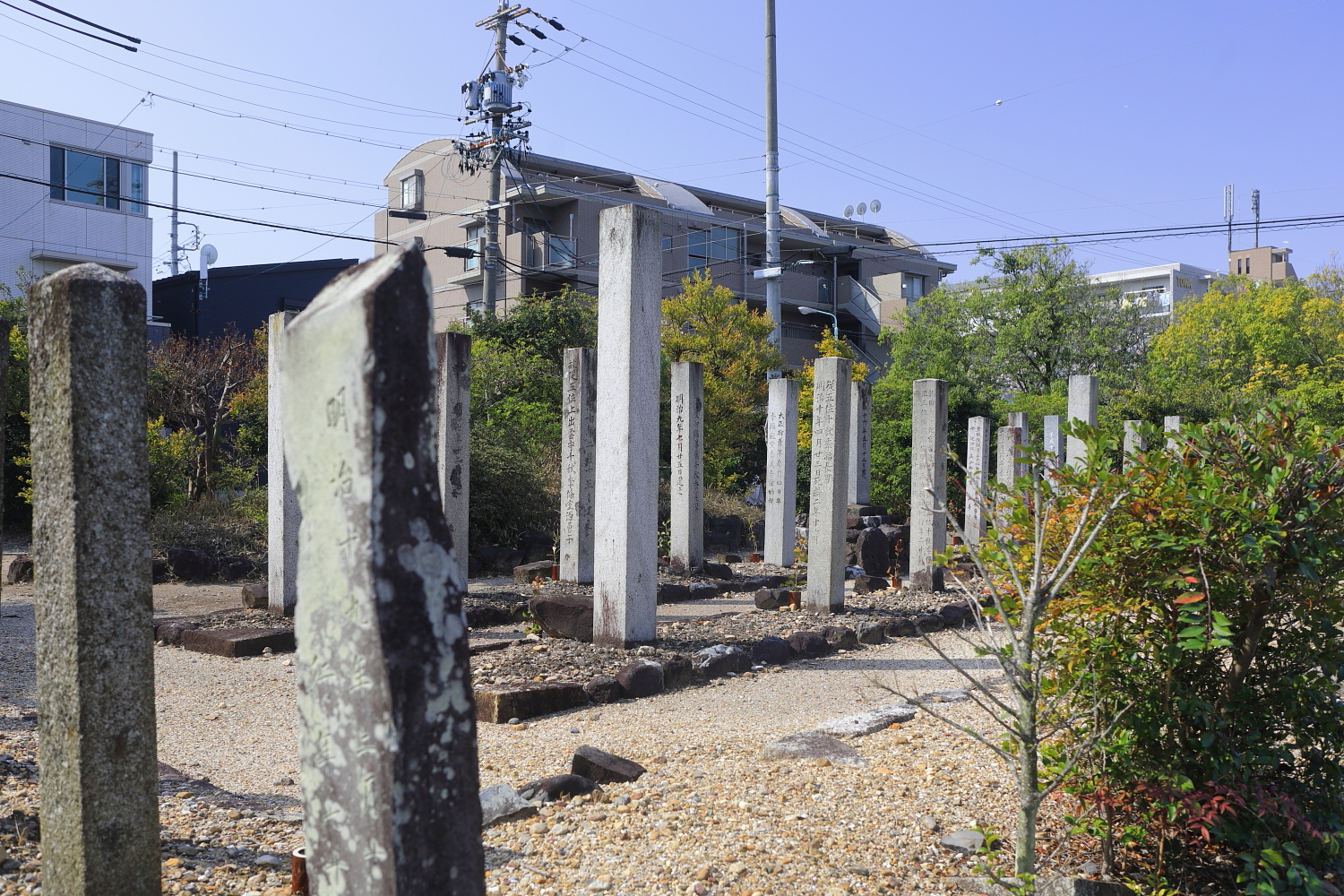
千秋家墓所 （2021年（令和3年）3月）
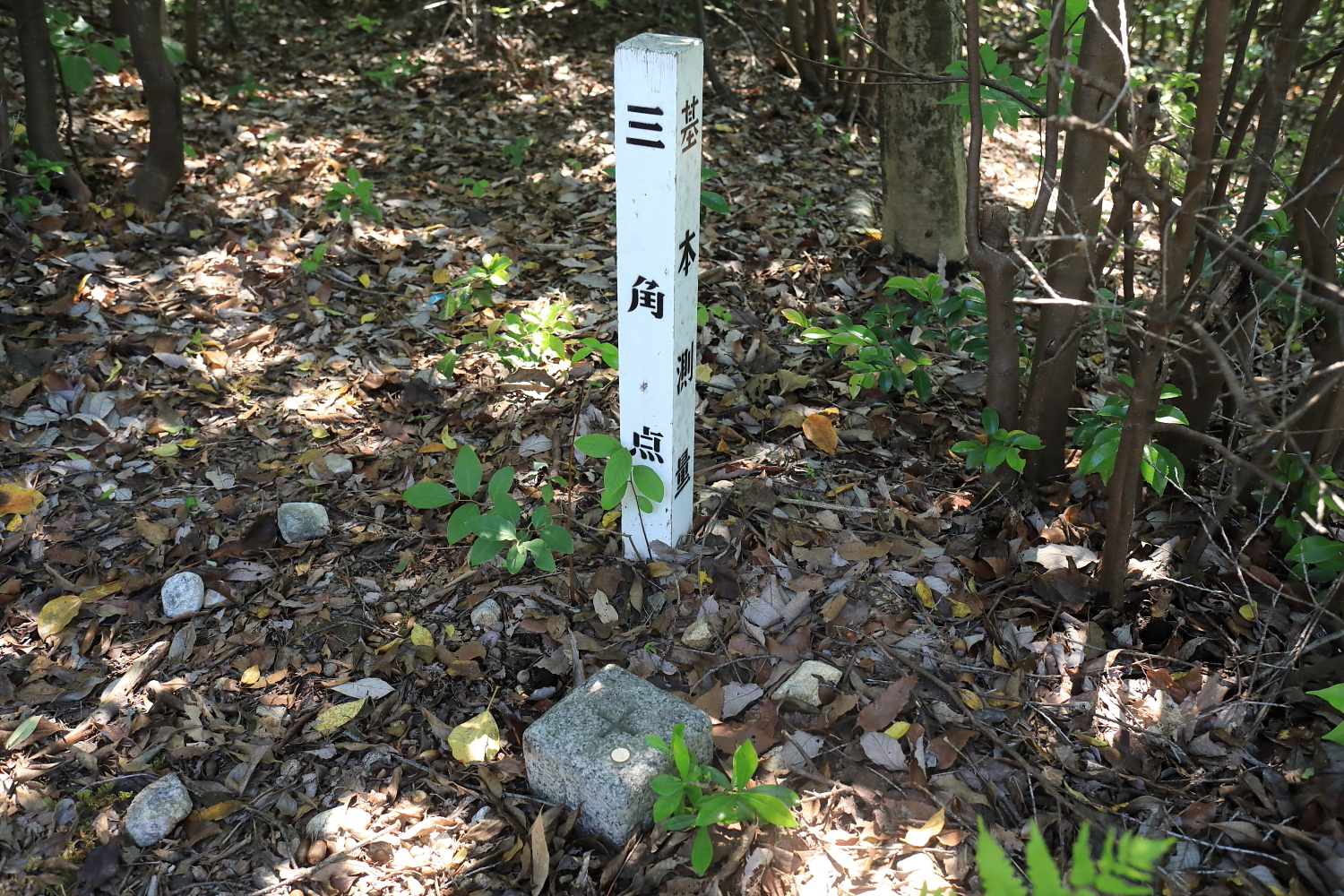
四等三角点「菅田」 （2021年（令和3年）5月）
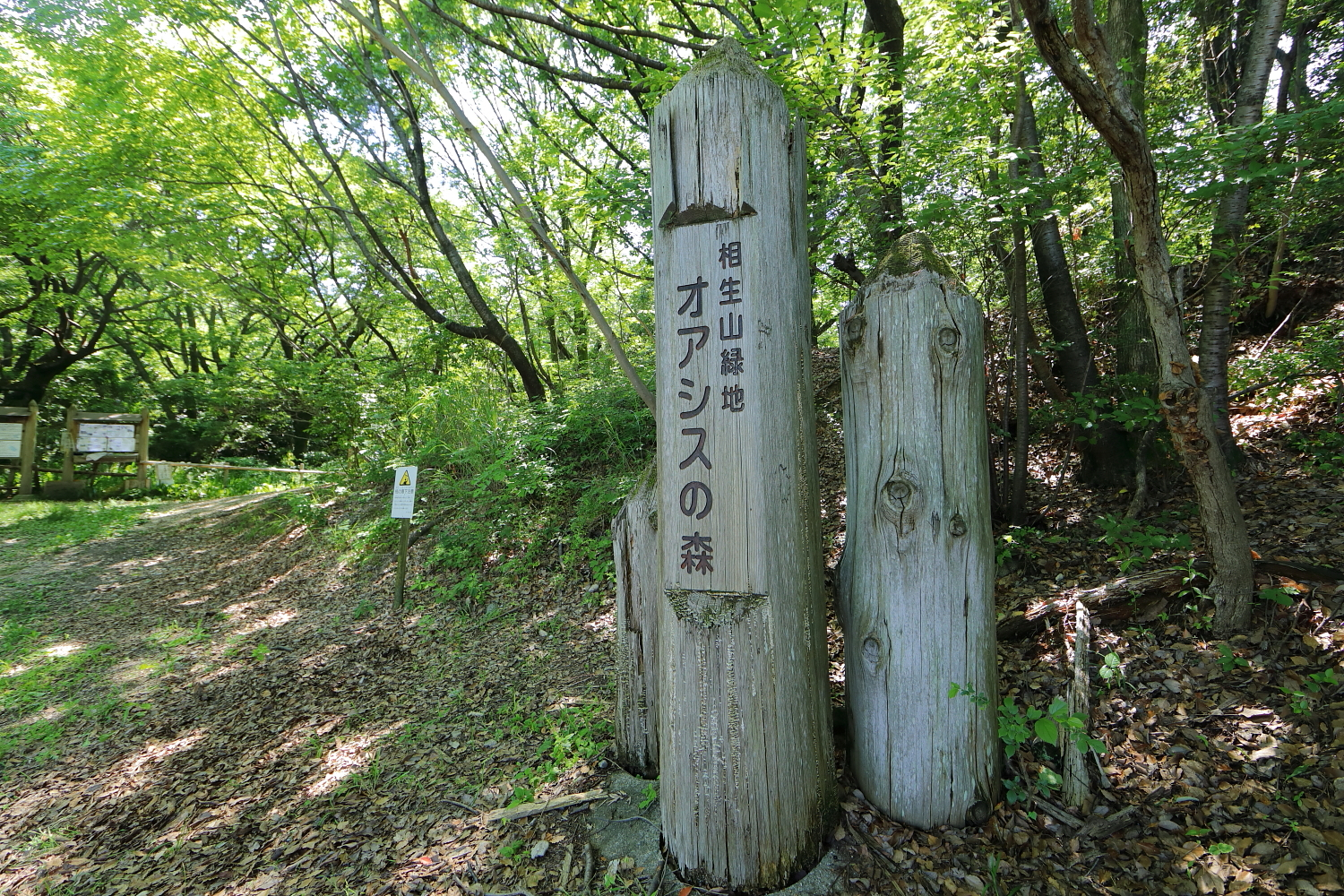
相生山緑地　オアシスの森入口 （2021年（令和3年）5月）
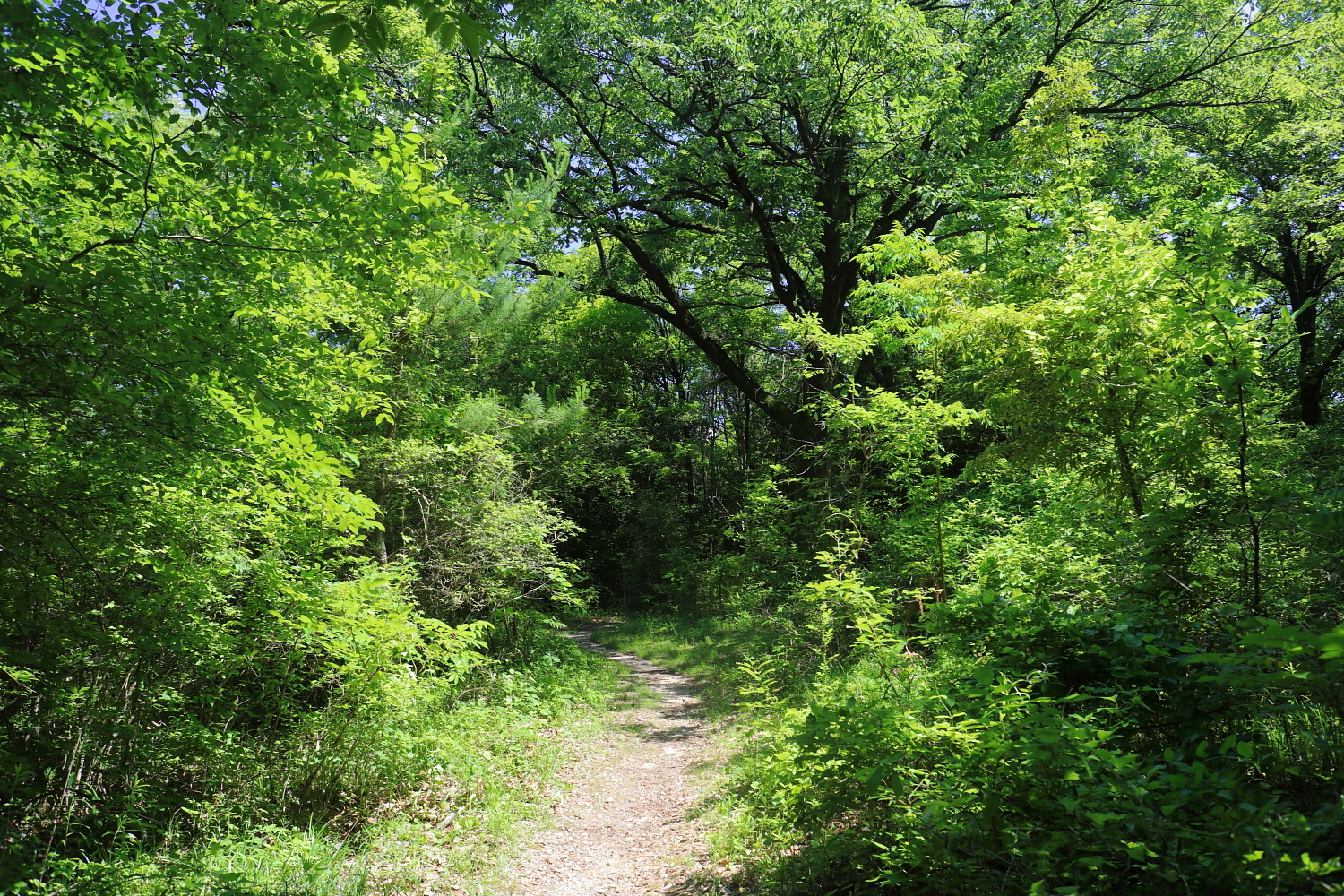
相生山緑地　オアシスの森散策路 （2021年（令和3年）5月）
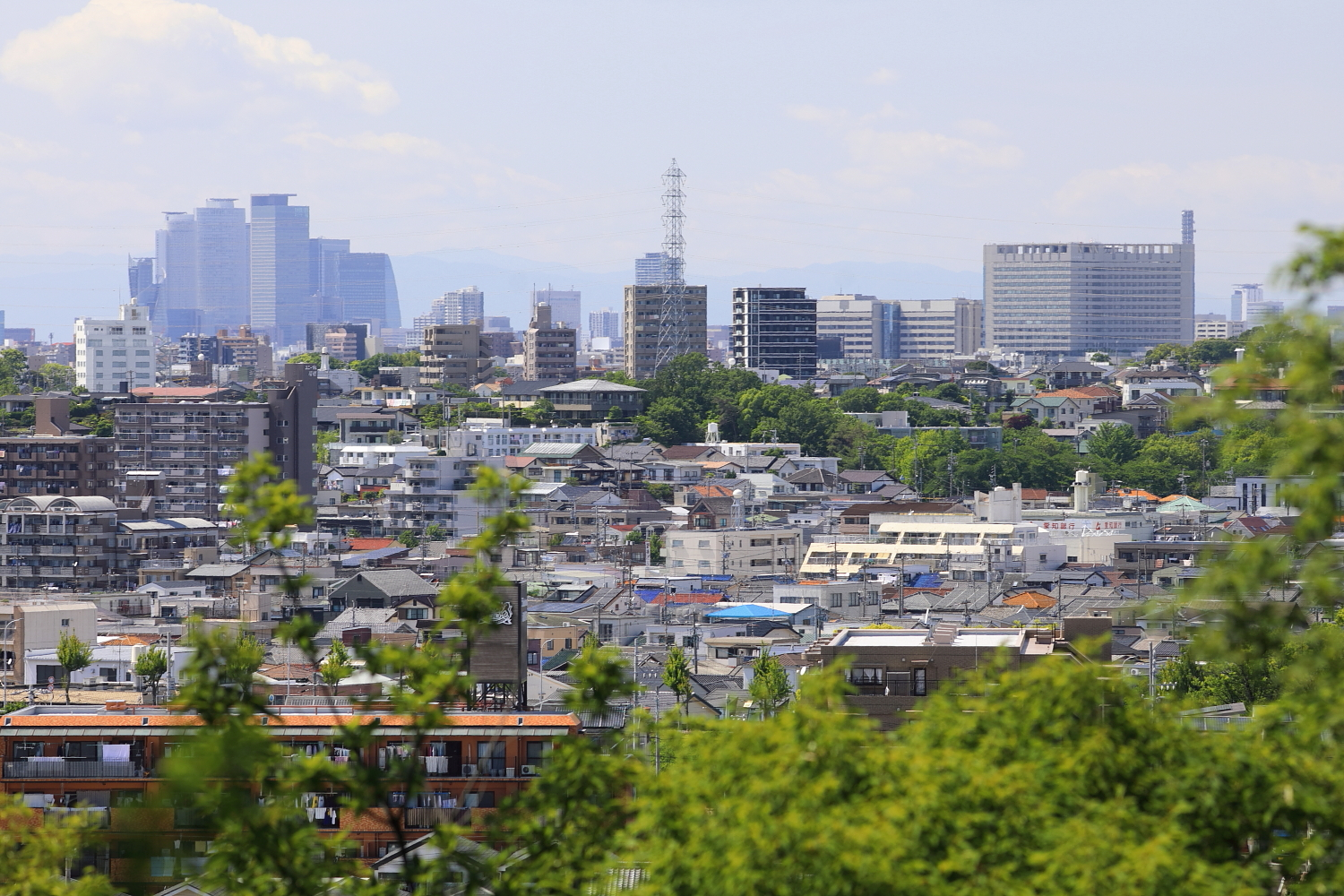
相生山緑地　オアシスの森散策エリアからの眺望 （2021年（令和3年）5月）
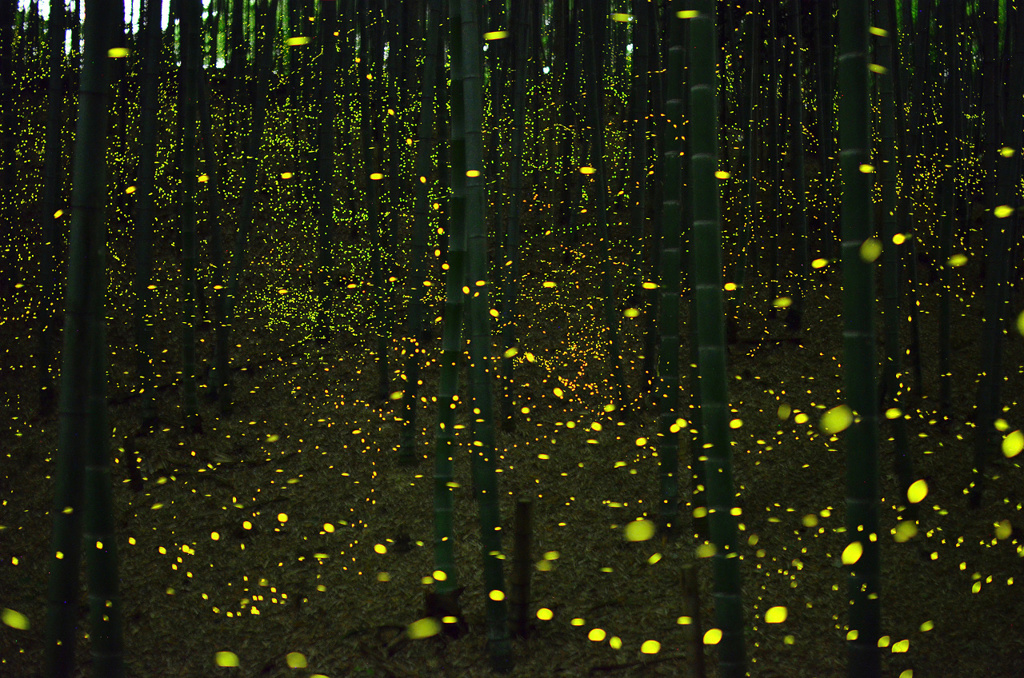
相生山のヒメボタル （2014年（平成26年）5月）

## 近隣施設
- 八剱社
- 梅野公園
- 郷下公園
- 名古屋市立相生小学校
- 名古屋市立野並小学校
- 名古屋市立山根小学校
- 名古屋市立南天白中学校